# Acid techno
Acid techno – podgatunek muzyki techno, który powstał na przełomie lat 80. i 90. dzięki popularności acid house. We wczesnych latach 90. producenci zaczęli wykorzystywać cechy acid house'u w cięższych odmianach techno zamiast popularne wówczas łagodne elementy znane z Chicago house.
Do acid techno zalicza się wczesne nagrania Aphex Twin, Plastikmana oraz Dave'a Clarke'a. Producentami tego podgatunku są także m.in.: D.A.V.E. The Drummer, Chris Liberator oraz Sterling Moss.